# James Tomkins (fotbalista)
James Oliver Charles Tomkins (* 29. března 1989) je bývalý anglický profesionální fotbalista, který hrál na pozici středního obránce.

## Klubová kariéra

### West Ham United

#### Počátek a debut v klubu
Ve věku sedmi let byl Tomkins spatřen při hraní za svůj místní tým v nedělní lize a podepsal kontrakt s mládežnickou akademií West Ham United. Původně hrál jako útočník, nakonec přešel do středu obrany. V roce 2005 podepsal stipendijní smlouvu. Před tím, než debutoval v prvním týmu, byla jeho kariéra poznamenána několika zraněními.
Tomkins v Premier League debutoval 22. března 2008 při remíze 1:1 na hřišti Evertonu. Ačkoliv jeho uklouznutí umožnilo Yakubovi vstřelit úvodní gól, v základní sestavě odehrál dalších pět zápasů a jednou nastoupil jako náhradník. Když byli zraněni střední obránci James Collins, Danny Gabbidon a Matthew Upson, Tomkins se usadil v prvním týmu po zbytek sezóny a získal titul Mladý kladivář roku 2007/08.

#### Sezóna 2008/09
Dne 27. listopadu podepsal Tomkins smlouvu s Derby County, kam odešel na pětitýdenní hostování. Za Derby debutoval 29. listopadu 2008 při jejich venkovní prohře 3:0 s Burnley. Během svého hostování odehrál za Derby County celkem 8 utkání ve všech soutěžích, než byl 31. prosince 2008 manažerem Gianfrancem Zolou povolán zpět do West Hamu. Po svém hostování v Derby začal pravidelně nastupovat za první tým Hammers. Dne 21. března 2009 odehrál celý zápas vedle Jonathana Spectora při remíze 1:1 s Blackburnem Rovers v Ewood Parku. Původně zaskakoval za zraněného Collinse a podařilo se mu prosadit před velšským reprezentantem, a dne 4. dubna 2009 vstřelil svůj první seniorský gól, hlavičkou z rohu Marka Nobleho, v utkání, které skončilo výhrou 2:0 nad Sunderlandem. Ve stejném měsíci obdržel on a několik dalších mladých hráčů nové dlouholeté smlouvy.

#### Sezóna 2009/10
Po odchodu Jamese Collinse a zranění Dannyho Gabbidona zůstal Tomkins na začátku sezóny 2009/10 v základní sestavě, avšak na několik zápasů pozici v ní ztratil ve prospěch nového spoluhráče Manuela da Costy. Poté získal své místo zpět a nastoupil po boku kapitána Matthewa Upsona. Byl vyhlášen Hráčem zápasu podle Sky Sports, když on a Upson pomohli 17. ledna 2010 udržet první čisté konto Hammers v sezóně v remízovém zápase s Aston Villou.

#### Sezóna 2010/11
Tomkins v sezóně 2010/11 nastoupil celkem k 28 zápasům ve všech soutěžích, přičemž jednou vstřelil gól proti Manchesteru City na Boleyn Ground. Dne 1. ledna 2011 odehrál svůj 50. zápas v prvním týmu West Hamu při vítězství 2:0 nad Wolverhamptonem.

#### Sezóna 2011/12
Sezóna 2011/12 byla ta, kdy Tomkins našel své místo v prvním týmu West Ham United, když vytvořil obranné spojení s Winstonem Reidem z Nového Zélandu. První gól vstřelil při výhře 4:0 nad Watfordem na Vicarage Road a také obdržel cenu hráče měsíce West Hamu za srpen, což byl úvodní měsíc sezóny. Během sezóny 2011/12 byl spojován s přestupem za 4 miliony liber do Queens Park Rangers a Newcastle United v Premier League, ale spekulace o jeho budoucnosti brzy ustaly, když 21. ledna podepsal novou čtyřapůlletou smlouvu s West Hamem, která měla platit až do léta 2016. Po podpisu také prokázal svou oddanost a lásku k klubu tím, že řekl: "Jsem místní kluk, prošel jsem si akademií v klubu a loajalita je pro mě mnohem víc než peníze". Za jeho vynikající výkony v sezóně 2011/12 byl zvolen do týmu roku EFL Championship, spolu s dalším hráčem West Hamu Markem Noblem. Byl také zvolen druhým nejlepším hráčem roku fanoušky West Hamu, když prohrál právě s Markem Noblem.

#### Sezóna 2014/15
V roce 2015 podepsal Tomkins novou dlouholetou smlouvu, která ho měla udržet ve West Hamu až do roku 2020. Krátce poté si při tréninku vykloubil rameno, což bylo zranění, které ho vyřadilo na několik týdnů. V březnu podstoupil operaci tohoto zranění. Ve všech soutěžích za West Ham odehrál 25 zápasů, včetně tří zápasů v FA Cupu. Dal jednu branku, a to 2. prosince 2014 v utkání, které vyhráli venku 2:1 nad West Bromwich Albion. Jeho zranění ramene ho vyřadilo ze sestavy od března 2015, a nakonec se vrátil na poslední zápas sezóny, když nahradil Reece Burka v 69. minutě, v zápase, který prohráli venku 0:2 s Newcastle United.

#### Sezóna 2015/16
Tomkins začal sezónu 2015/16 tím, že 2. července 2015 vstřelil třetí gól v zápase Evropské ligy UEFA. West Ham vyhrál zápas proti andorrskému týmu Lusitanos 3:0 a Tomkins byl kapitánem. Ostatní góly vstřelil Diafra Sakho. Dne 16. července 2015 vstřelil další gól v Evropské lize UEFA v 90. minutě při vítězství 1:0 nad Birkirkarou. Ve druhém zápase na Maltě, 23. července 2015, byl vyloučen po faulu na Nikolu Vukanace, přičemž West Ham postoupil do dalšího kola po vítězství v penaltovém rozstřelu 5:3.

### Crystal Palace
Dne 5. července 2016 přestoupil Tomkins k londýnskému rivalovi Crystal Palace a podepsal s ním pětiletý kontrakt za poplatek 10 milionů liber. Za West Ham hrál více než 20 let, od dětství až do roku 2016, celkem odehrál 243 zápasů za první tým West Hamu. V říjnu 2019 Tomkins prodloužil svou smlouvu, které ho měla udržet v Crystal Palace až do konce sezóny 2021/22 a v červnu 2022 znovu prodloužil smlouvu, které ho měla udržet v klubu do roku 2023. Dne 5. června 2024 klub oznámil, že Tomkins odejde, jakmile mu 30. června vyprší smlouva.
Dne 24. března 2025 Tomkins oznámil, že v 35 letech ukončil profesionální fotbalovou kariéru.

## Reprezentační kariéra

### Anglie U21
Tomkins reprezentoval Anglii na úrovních U15, U16, U17, U18, U19, U20 a U21 a hrál ve všech zápasech Mistrovství Evropy ve fotbale do 19 let 2008 spolu se svým klubovým spoluhráčem Freddiem Searsem. Jeho debut za národní tým U21 přišel 8. června 2009 při domácím vítězství 7:0 nad Ázerbájdžánem U21. Byl povolán na Mistrovství Evropy ve fotbale do 21 let 2009 jako náhradník po odstoupení středních obránců Stevena Taylora a Davida Wheatera kvůli zranění. Po turnaji byl znovu povolán do týmu a pravidelně hrál s Michaelem Manciennem v obraně. Byl povolán na několik kvalifikačních zápasů na Mistrovství Evropy ve fotbale do 21 let 2011, ale později odstoupil kvůli zranění, které utrpěl během tréninku.

### Britský olympijský tým
Po úspěšném ročníku 2011/12 v EFL Championship, kdy byl Tomkins zvolen do Týmu roku EFL Championship a získal druhé místo v kategorii Kladivář roku, byl zapsán na soupisku fotbalového týmu Velké Británie na Letní olympijské hry 2012 v Londýně. Za tým nastoupil dvakrát. Dne 20. července 2012 odehrál první poločas v přípravném zápase, ve kterém podlehli Brazílii 0:2, a 29. července 2012 v zápase, ve kterém vyhráli 3:1 nad SAE. Své zařazení do olympijské sestavy a nedostatek zápasů následně vinil ze ztráty formy na začátku sezóny 2012/13.

## Osobní život
Tomkins se narodil v Basildonu v hrabství Essex. Dne 23. prosince 2013 byl Tomkins obviněn z napadení policisty, odporu proti zatčení a z opilosti a nepořádku po incidentu, který se odehrál 22. prosince v nočním klubu Sugar Hut v Brentwoodu. Byl propuštěn na kauci do 9. ledna 2014, kdy se měl dostavit před Basildonský magistrátní soud. Tomkins se vyhnul soudu tím, že se přiznal k napadení policisty, k opilosti a nepořádku na veřejném místě a k překážení činnosti policisty. Dne 29. září 2014 mu byla uložena pokuta 7 605 liber.

## Statistiky

### Klubové
| Klub                     | Sezóna            | Liga              | Liga   | Liga | Národní pohár | Národní pohár | Ligový pohár | Ligový pohár | Ostatní | Ostatní | Kontinentální | Kontinentální | Celkově | Celkově |
| Klub                     | Sezóna            | Soutěž            | Zápasy | Góly | Zápasy        | Góly          | Zápasy       | Góly         | Zápasy  | Góly    | Zápasy        | Góly          | Zápasy  | Góly    |
| ------------------------ | ----------------- | ----------------- | ------ | ---- | ------------- | ------------- | ------------ | ------------ | ------- | ------- | ------------- | ------------- | ------- | ------- |
| West Ham United          | 2007/08           | Premier League    | 6      | 0    | 0             | 0             | 0            | 0            | —       | —       | —             | —             | 6       | 0       |
| West Ham United          | 2008/09           | Premier League    | 12     | 1    | 3             | 0             | 0            | 0            | —       | —       | —             | —             | 15      | 1       |
| West Ham United          | 2009/10           | Premier League    | 23     | 0    | 1             | 0             | 2            | 0            | —       | —       | —             | —             | 26      | 0       |
| West Ham United          | 2010/11           | Premier League    | 19     | 1    | 3             | 0             | 6            | 0            | —       | —       | —             | —             | 28      | 1       |
| West Ham United          | 2011/12           | EFL Championship  | 44     | 4    | 0             | 0             | 0            | 0            | 3       | 0       | —             | —             | 47      | 4       |
| West Ham United          | 2012/13           | Premier League    | 26     | 1    | 2             | 0             | 1            | 0            | —       | —       | —             | —             | 29      | 1       |
| West Ham United          | 2013/14           | Premier League    | 31     | 0    | 0             | 0             | 4            | 0            | —       | —       | —             | —             | 35      | 0       |
| West Ham United          | 2014/15           | Premier League    | 22     | 1    | 3             | 0             | 0            | 0            | —       | —       | —             | —             | 25      | 1       |
| West Ham United          | 2015/16           | Premier League    | 25     | 0    | 2             | 1             | 1            | 0            | —       | —       | 4             | 2             | 32      | 3       |
| West Ham United          | Celkově           | Celkově           | 208    | 8    | 14            | 1             | 14           | 0            | 3       | 0       | 4             | 2             | 243     | 11      |
| Derby County (hostování) | 2008/09           | EFL Championship  | 7      | 0    | 0             | 0             | 0            | 0            | —       | —       | —             | —             | 7       | 0       |
| Crystal Palace           | 2016/17           | Premier League    | 24     | 3    | 2             | 0             | 1            | 0            | —       | —       | —             | —             | 27      | 3       |
| Crystal Palace           | 2017/18           | Premier League    | 28     | 3    | 0             | 0             | 2            | 0            | —       | —       | —             | —             | 30      | 3       |
| Crystal Palace           | 2018/19           | Premier League    | 29     | 1    | 1             | 0             | 0            | 0            | —       | —       | —             | —             | 30      | 1       |
| Crystal Palace           | 2019/20           | Premier League    | 18     | 1    | 1             | 0             | 0            | 0            | —       | —       | —             | —             | 19      | 1       |
| Crystal Palace           | 2020/21           | Premier League    | 8      | 0    | 1             | 0             | 0            | 0            | —       | —       | —             | —             | 9       | 0       |
| Crystal Palace           | 2021/22           | Premier League    | 8      | 1    | 0             | 0             | 1            | 0            | —       | —       | —             | —             | 9       | 1       |
| Crystal Palace           | 2022/23           | Premier League    | 6      | 1    | 0             | 0             | 1            | 0            | —       | —       | —             | —             | 7       | 1       |
| Crystal Palace           | 2023/24           | Premier League    | 4      | 0    | 0             | 0             | 1            | 0            | —       | —       | —             | —             | 5       | 0       |
| Crystal Palace           | Celkově           | Celkově           | 125    | 10   | 5             | 0             | 6            | 0            | —       | —       | —             | —             | 136     | 10      |
| Celkově v kariéře        | Celkově v kariéře | Celkově v kariéře | 340    | 18   | 19            | 1             | 20           | 0            | 3       | 0       | 4             | 2             | 386     | 21      |

## Úspěchy
West Ham United
- Play-off EFL Championship: 2012

Individuální
- Mladý hráč roku West Ham United: 2007/08
- Tým roku EFL Championship: 2011/12